# 성암가고로
성암가고로(Seongamgago-ro)는 충청북도 보은군 내북면  성암삼거리와 보은군 산외면 가고삼거리 를 잇는 충청북도의 도로이다.

## 주요 경유지
충청북도
- 보은군 (내북면 . 산외면)

## 노선
| 이름        | 접속 노선                     | 소재지 | 소재지 | 비고 |
| ----------- | ----------------------------- | ------ | ------ | ---- |
| 성암삼거리  | 지방도 제571호선 (남부로)     | 보은군 | 내북면 |      |
| 성암교      |                               | 보은군 | 내북면 |      |
| 봉황 교차로 | 국도 제19호선 (보은미원로)    | 보은군 | 내북면 |      |
| 이식5교     |                               | 보은군 | 내북면 |      |
|             | 산외면                        | 보은군 |        |      |
| 가고삼거리  | 지방도 제575호선 (산외금관로) | 보은군 |        |      |